# Adamowizna (województwo mazowieckie)
Adamowizna – wieś w Polsce położona nad rzeką Mrowną w województwie mazowieckim, w powiecie grodziskim, w gminie Grodzisk Mazowiecki.
| SIMC    | Nazwa     | Rodzaj    |
| ------- | --------- | --------- |
| 0002128 | Chełmonie | część wsi |
| 0002134 | Stare     | część wsi |

Przez miejscowość przepływa niewielka rzeka (struga) Mrowna.
Przez wieś przebiega niebieski turystyczny szlak pieszy  Radziejowice – Adamów – Kuklówka Zarzeczna – Adamowizna – Grodzisk Maz. (początek szlaku Radziejowice – Głosków).
W latach 1932–1939 we wsi mieszkał Wiktor Gzowski (1888–1940), major piechoty Wojska Polskiego, zamordowany w Katyniu.
24 kwietnia 1953 r. bratanek malarza Józefa Chełmońskiego, Mateusz Chełmoński, ofiarował teren pod budowę szkoły podstawowej w Adamowiźnie.
Wieś jest siedzibą rzymskokatolickiej parafii św. Matki Teresy z Kalkuty.
Wieś prywatna Królestwa Kongresowego, położona była w 1827 roku w powiecie błońskim, obwodzie warszawskim województwa mazowieckiego.
W latach 1954–1959 wieś należała i była siedzibą władz gromady Adamowizna, po jej zniesieniu w wyniku przeniesienia siedziby, w gromadzie Grodzisk Mazowiecki. W latach 1975–1998 miejscowość administracyjnie należała do województwa warszawskiego.

## Zabytki
- dworek dr. Mateusza Chełmońskiego, będący przykładem stylu dworkowego (tzw. dwór nad stawem); nawiązuje do siedzib szlacheckich okolic Grodziska Mazowieckiego. Wybudowany ok. 1930 roku, według projektu Witolda Pokrowskiego. Z dworku widok na park ze starodrzewem, tzw. „Dęby Chełmońskiego”, który od dworu oddziela sztuczny staw na rzece Mrownie,
- w parku drewniany dworek z początku XX w., przeniesiony z pobliskiej Kuklówki, tzw. Dwór na górze,
- we wsi dworek rodziny Zahartów projektu Witolda Pokrowskiego[9].

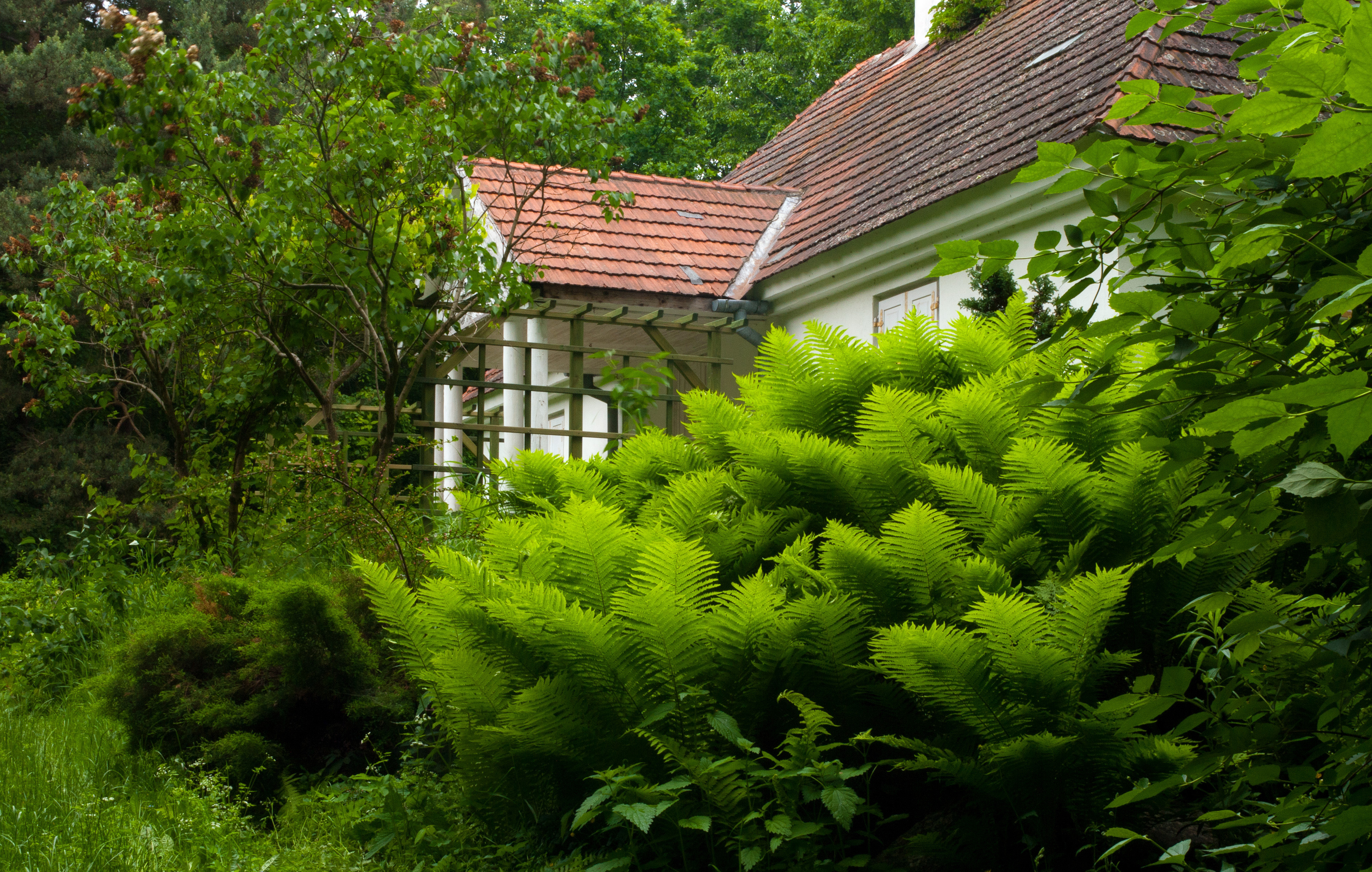
Dwór Adama Chełmońskiego z 1900
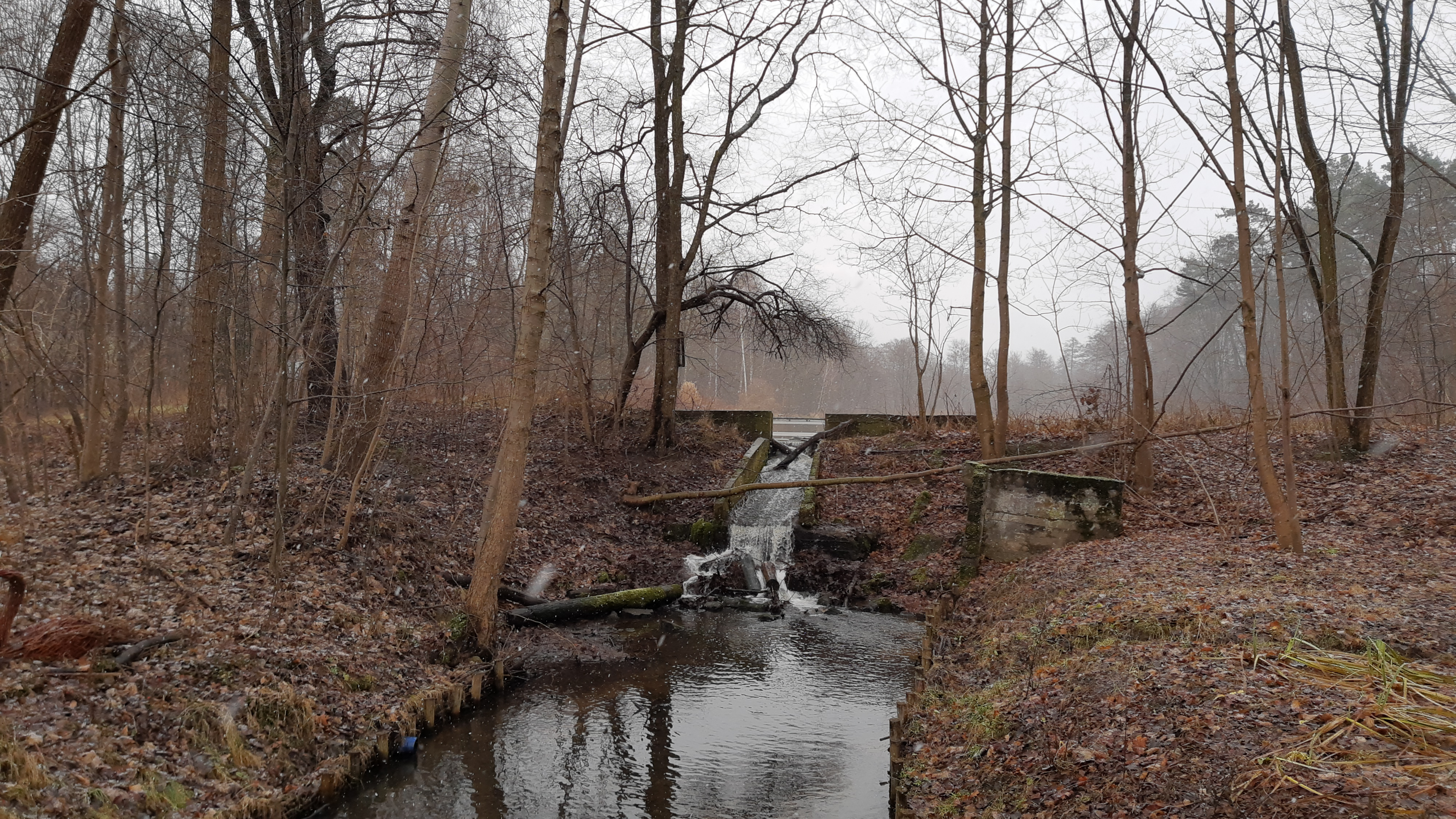
Park Chełmońskich
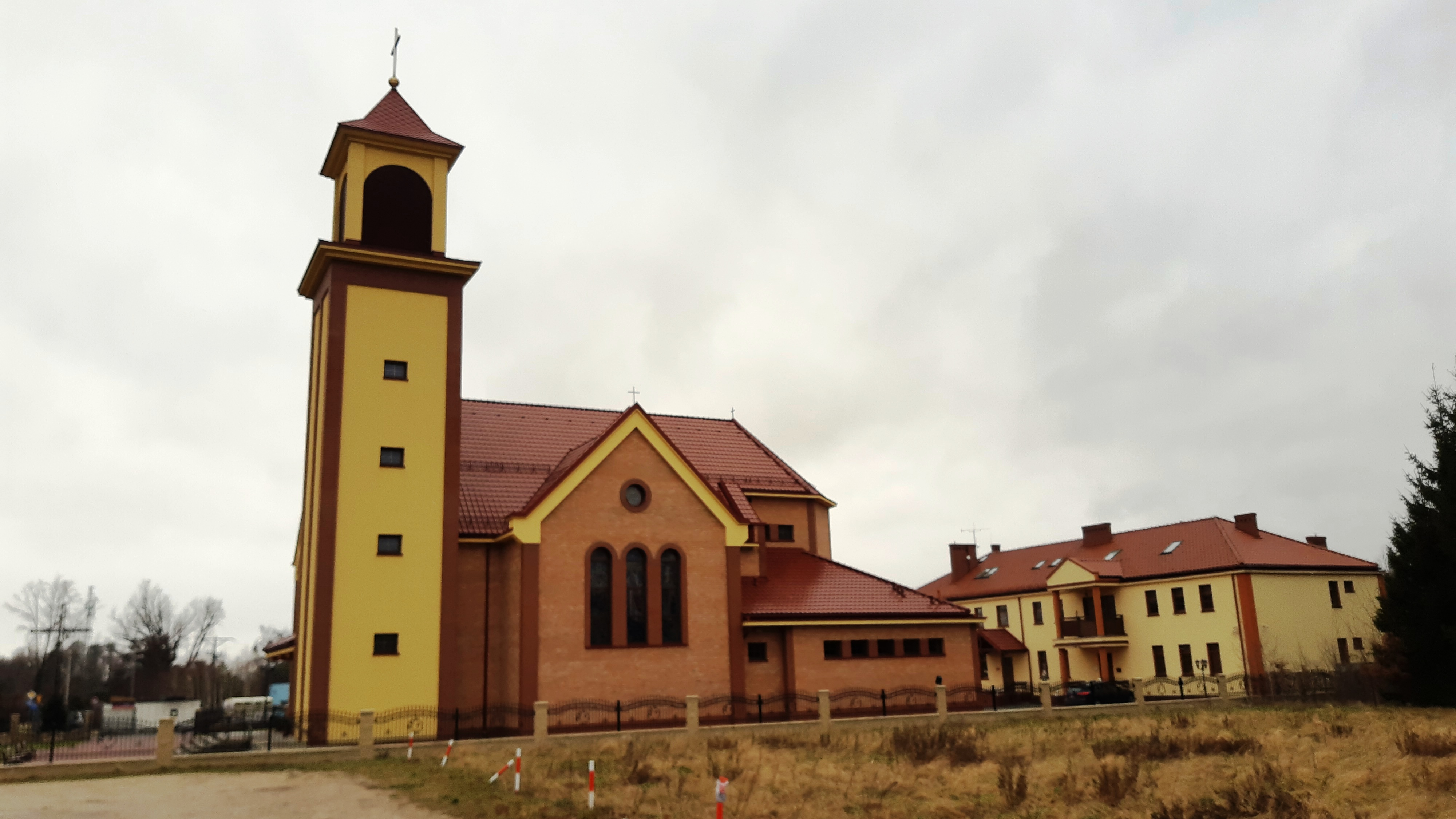
Kościół św. Matki Teresy z Kalkuty